# 冷たい熱帯魚
『冷たい熱帯魚』（つめたいねったいぎょ、英題：Cold Fish）は、2010年の日本映画。園子温監督、脚本によるホラーで、1993年に起こった埼玉愛犬家連続殺人事件をベースとした物語である。また、同監督による実際の事件をベースとしたシリーズ「家賃3部作」の第1作である。
各部門で日本の映画賞を受賞。2011年8月にBlu-ray DiscとDVDでメディア化された。発売元は日活、販売元はハピネット。
本作は映倫規定において、R18+(18歳未満は観覧禁止)に指定されている。

## ストーリー
死別した前妻との娘と現在の妻。その折り合いの悪い2人に挟まれながらも、主人公の社本信行は小さな熱帯魚店を営んでいた。波風の立たないよう静かに暮らす小市民的気質の社本。だが、家族の確執に向き合わない彼の態度は、ついに娘の万引きという非行を招く。スーパーでの万引き発覚で窮地に陥る社本だったが、そんな彼を救ったのはスーパー店長と懇意にしていた村田だった。村田の懇願により店長は万引きを許す。さらに大型熱帯魚店を経営する村田は、娘をバイトとして雇い入れる。その親切さと人の良さそうな男に誘われて、社本と村田夫婦との交流が始まる。
しばらくして、利益の大きい高級魚の取引を持ちかけられる社本。それが、村田の悪逆非道な「ビジネス」と知り、同時に引き返せなくなる顛末への引き金となった。

## キャスト
社本信行（しゃもと のぶゆき）
演 - 吹越満
『社本熱帯魚店』の店主。気弱で大人しい性格で、自分の思っていることをあまり口にしない。妙子と美津子の家族3人で仲良く過ごすことを夢見ているが未だ叶っていない。趣味は星を見ることで、作中でも地元のプラネタリウムに何度か行っている。
幸雄から「海外から輸入した高級熱帯魚の養殖で儲けませんか」と話を持ちかけられる。しかし直後に目の前で幸雄が殺人を犯すところを見てしまい、自身も犯罪に巻き込まれていく。
村田幸雄（むらた ゆきお）
演 - でんでん
『アマゾンゴールド』という熱帯魚店を経営。『社本熱帯魚店』よりも広い店内にたくさんの水槽が並び、約3,000種類の魚を所有している。信行から「ちょっとした水族館みたい」と言われる。
仕事柄、非常に明るくおしゃべり好きで気さくなおじさん。子供の頃、はらきり山にある教会のような建物で暮らしていたことがあるが、作中では寂れている。愛車は赤いフェラーリ。
ますだの店で美津子が万引きしたのを目撃してかばったことから社本家と関わりを持つ。しかし本性を現すと、巧みな話術と暴力によって徐々に信行たちの心を侵食し始める。
村田愛子（むらた あいこ）
演 - 黒沢あすか
幸雄の妻。30代ぐらいの若い妻で幸雄よりだいぶ年下。露出度の高い服や派手な色の服を着ている。熱帯魚店の従業員たちを仕切っているが、本人は熱帯魚に興味がない。
当初、幸雄と同じく社本家には猫を被っていたが徐々に声を荒らげたり気性の激しい性格を露わにする。幸雄が他人を殺すことやその後の処理にも慣れていて共に犯罪に手を染める。
社本妙子（しゃもと たえこ）
演 - 神楽坂恵
信行の後妻。料理は苦手なのか、レトルト食品やインスタントで家族の食事の準備を済ませる。かなり大雑把な性格だが、信行によると経営する店の熱帯魚の世話などはちゃんとしているとのこと。喫煙者だが、美津子に嫌がられるために自宅で吸う時は外で吸っている。後妻ということで美津子に後ろめたさを感じている。また、うだつが上がらない熱帯魚店の生活に内心不満を感じている。
社本美津子（しゃもと みつこ）
演 - 梶原ひかり
信行の長女。実母は3年前に亡くなってまだ日が浅いうちに信行が妙子と再婚したことを快く思っていない。特に後妻となった妙子のことは母親とは認めておらず嫌っている。
素行があまり良くなく、家族と家で食事途中に彼氏とデートに出かけたり、作品の冒頭あたりにますだの店で万引きしている。作中ではほどなくして幸雄の店で働き始める。
筒井高康（つつい たかやす）
演 - 渡辺哲
幸雄の顧問弁護士。強面の男。幸雄の高級熱帯魚の養殖への投資話に乗ってもらえるように吉田を誘う。幸雄に隠れて愛子と体の関係を持つ。
オオクボヒロシ
演 - 裴ジョンミョン
筒井の部下。明るい茶髪にメガネをかけて、チャラチャラした服装をした若者。筒井の車の運転などを任されている。
吉田アキオ（よしだ）
演 - 諏訪太朗
幸雄のビジネスパートナー。血気盛んな弟分たちと違い穏やかな人物。それなりに資産がある。投資契約を交わして金銭を受け渡した後、幸雄に殺される。
吉田の弟
演 - 三浦誠己
吉田の弟。吉田が失踪したため、最後に会った幸雄に話を聞きに店にやってくる。威圧的な態度で幸雄を問い詰める。
ますだ
演 - 芦川誠
スーパーの店長。店内で美津子が万引きしたため、両親を呼び出す。幸雄とは顔見知りで仲が良い。熱帯魚好きらしく幸雄のピラルクーの話に興味を持つ。
川尻進（かわじり すすむ）
演 - 坂田雅彦
静岡県警警部補。吉田の失踪について調査する。また、村田の周りでこれまでに30人ほどの行方不明者がいるとのことで、それらについて聞き込みするため信行に接触する。
さわだゆうこ
演 - 瀬戸夏実
『アマゾンゴールド』で働く従業員の一人。美津子の世話役を担当。6人ほどの若い女性従業員と共に寮に住み込みで働いている。愛子によると「みんな事情のある子たちばかりで社会復帰をさせるために頑張っている」とのこと。彼女たちは店名の入ったタンクトップに迷彩柄のホットパンツという格好で接客している。
吉田の手下
演 - 中泉英雄、阿部亮平、小出志浩、龍坐、伊藤竜翼
吉田の手下たち。吉田の弟と共に幸雄の店にやってきて、幸雄たちを脅して居場所を聞き出そうとする。全員気性が荒く血の気が多い。
美津子の彼氏
演 - 山根和馬
美津子の家の前まで車で迎えに来て、電話で呼び出して二人でデートに出かける。サイドを刈り上げて中央部は金髪の髪型をしている。
刑事
演 - 橋本一郎
川尻の部下。
『アマゾンゴールド』従業員
演 - 斉藤リナ、赤崎菜美子、竹垣綾香、三ツ井菜々花、古藤ロレナ

## 公開
2010年のヴェネツィア国際映画祭オリゾンティ部門、トロント国際映画祭、釜山国際映画祭で上映された。日本では同年11月27日にプレミア上映され、翌2011年1月29日より一般公開された。ぴあ初日満足度ランキング（ぴあ映画生活調べ）では第2位。

## 受賞
- 第36回報知映画賞・監督賞（園子温）[4]、最優秀男優賞（でんでん）[5]
- 第54回ブルーリボン賞・作品賞[2]
- 第21回東京スポーツ映画大賞・作品賞、監督賞（園子温）、助演男優賞（でんでん）[2]
- 第66回毎日映画コンクール男優助演賞（でんでん）[2][6]
- 第85回キネマ旬報ベスト・テン日本映画監督賞、助演男優賞（でんでん）[2]
- 第33回ヨコハマ映画祭・監督賞（園子温）、助演男優賞（でんでん）、助演女優賞（黒沢あすか、神楽坂恵）[2]
- 第35回日本アカデミー賞・最優秀助演男優賞（でんでん）[7]
- 第55回三浦賞（木村信也）
- ファンタスティック・フェスト2010 ファンタスティック部門 脚本賞（園子温・高橋ヨシキ）

## 備考

### 本作品について
もし再編集することが可能なら、でんでん演じる男が吹越満演じる男に刺殺され、黒沢あすかが笑っているくだりでエンドロール、という形にしたいと、2012年『映画秘宝』7月号の『恋の罪』DVD発売に際したインタビューで語った。

### 家賃3部作
園子温監督による実際の事件をベースとした3シリーズ
- 冷たい熱帯魚 - 1993年に埼玉県熊谷市で発生した埼玉愛犬家連続殺人事件がベースとなっている映画である。
- 恋の罪 - 1997年に東京都で発生した東電OL殺人事件がベースとなっている映画である。
- 愛なき森で叫べ - 2002年から福岡県北九州市で発生した北九州監禁殺人事件がベースとなっている映画である。